# Robin Chassagne
Robin Erick Chassagne (* 27. März 1962 in Rouen; † 17. Oktober 2021 in Le Bouscat) war ein französischer Amateurastronom und Asteroidenentdecker.
Am 27. September 2000 entdeckte er zusammen mit Christophe Demeautis den Asteroiden (93102) Leroy.
Der Asteroid (15037) Chassagne wurde am 27. April 2002 nach ihm benannt.